# Pierre Jubinville
Pierre Laurent Jubinville CSSp (né le 5 août 1960 à Ottawa, au Canada) est un missionnaire et prélat canadien, actuel évêque du diocèse de San Pedro au Paraguay.

## Biographie
Pierre Jubinville passe son enfance au Québec. Il entre à la congrégation du Saint-Esprit et émet ses vœux perpétuels en janvier 1988. Il est ordonné prêtre le 17 septembre 1988 par Mgr Roger Ébacher, archevêque de Gatineau. Il est licencié en sciences religieuses de l'Institut catholique de Paris.
Il part d'abord comme missionnaire à Kongolo en république démocratique du Congo, puis au Mexique et au Paraguay. Il travaille quelque temps à la paroisse Saint-François-d'Assise de Lima, capitale du Pérou. Il retourne ensuite au Paraguay, où il devient supérieur des Spiritains du Paraguay, dont la maison est à Asunción.
Il devient ensuite premier assistant général de la congrégation du Saint-Esprit à Rome. Le pape François le nomme le 6 novembre 2013 évêque de San Pedro. Il est consacré par l'évêque militaire du Paraguay, Mgr Adalberto Martínez Flores, le 21 décembre de cette même année. Les co-consécrateurs sont l'évêque émérite d'Alto Paraná, Mgr Oscar Páez Garcete (de), et l'évêque de Caacupé, Mgr Catalino Claudio Giménez Medina (de).